# Kamal Shahr
Kamal Shahr (în persană کمال‌شهر, romanizat și ca Kamāl Shahr; cunoscut și sub numele de Kamalabad (în persană کمال‌آباد), de asemenea romanizat ca Kamālābād)  este un oraș din districtul central al județului Karaj, provincia Alborz, Iran. La recensământul din 2006, populația sa era de 80.435 de locuitori, în 20.940 de familii.